# Maurizio Maggiani
Maurizio Maggiani (Castelnuovo Magra, 1º ottobre 1951) è uno scrittore e giornalista italiano.

## Biografia
Nato a Mollicciara, frazione di Castelnuovo Magra, in una famiglia di modeste condizioni, figlio di Dino e Maria, dopo aver svolto decine di professioni (è stato anche impiegato e venditore di pompe idrauliche) è approdato alla letteratura. 
Politicamente è stato vicino agli anarchici fino agli anni 2000, nonostante apprezzi anche il mazzinianesimo, le idee di Carlo Pisacane e il garibaldinismo del Risorgimento italiano.
Nel 1987 ha vinto il Premio "Inedito - L'Espresso" con il racconto Prontuario per la donna senza cuore.
Con Il coraggio del pettirosso (1995) ha vinto il Premio Viareggio e il Premio Campiello; con La regina disadorna (1998) ha vinto il Premio Alassio e nel 1999 il Premio Stresa di narrativa e il Premio Letterario Chianti. Nel 2005 ha vinto, con il romanzo Il viaggiatore notturno, il Premio Ernest Hemingway, il Premio Parco della Maiella e il Premio Strega. Dal Coraggio del pettirosso (citazione del verso un pettirosso da combattimento da La domenica delle salme di Fabrizio De André che ispirò anche l'omonimo album di Loredana Bertè), ha preso spunto lo scultore Alfonso Gialdini, per la scultura dedicata a Carlo Giuliani.
Come giornalista e commentatore cura rubriche all'interno del quotidiano genovese Il Secolo XIX, su Il Fatto del Lunedì e scrive per La Stampa. Nel 2015 ha anche iniziato una collaborazione settimanale con Il Sole 24 Ore. Per la casa editrice Feltrinelli pubblica dei podcast sotto il titolo Il viaggiatore zoppo.
Nel 2008 ha pubblicato il CD Storia della meraviglia, con Gian Piero Alloisio, tratto dallo spettacolo teatrale rappresentato dai due nella stagione precedente.
Nel 2010 apre il suo archivio personale ai lettori rendendo disponibili sul suo sito, con una licenza copyleft, i suoi primi racconti, pubblicati in edizioni ormai introvabili, e dei cui diritti è tornato in possesso esclusivo, nonché gli inediti, insieme agli articoli scritti in tanti anni di collaborazioni con vari giornali.
Nel 2011 firma la prefazione a La messa non è finita - processo per "smisurato" amore a don Alessandro Santoro di Saverio Tommasi.
Nel 2016 ha espresso posizioni vicine al movimento No Cav schierandosi a favore della tutela delle Alpi Apuane.
Due suoi brani sono stati inseriti, tradotti nella lingua internazionale Esperanto, nel volume di Carlo Minnaja del 2013 Eugenio Montale kaj aliaj liguriaj aŭtoroj ("Eugenio Montale e altri autori liguri"; ed. EVA, Venafro). I due brani (tradotti da Michela Lipari) sono 2000 (pag. 192) e La haveno de Ĝenovo ("Il porto di Genova"; pagg. 193-195).
Alcuni brani tratti da Mi sono perso a Genova. Una guida (2007) figurano nell'etnografia di Emanuela Guano Creative Urbanity: An Italian Middle Class in the Shade of Revitalization (University of Pennsylvania Press, 2017).

## Opere

### Romanzi
- Màuri, màuri, Roma, Editori Riuniti, 1989; Milano, Feltrinelli, 1996.
- Vi ho già tutti sognato una volta, Milano, Feltrinelli, 1990.
- Felice alla guerra, Milano, Feltrinelli, 1992.
- Il coraggio del pettirosso, Milano, Feltrinelli, 1995, ISBN 978-88-078-8504-4.
- La regina disadorna, Milano, Feltrinelli, 1998, ISBN 978-88-078-8677-5.
- È stata una vertigine, Milano, Feltrinelli, 2002, ISBN 978-88-078-8753-6.
- Il viaggiatore notturno, Milano, Feltrinelli, 2005, ISBN 978-88-078-8644-7.
- Meccanica celeste, Milano, Feltrinelli, 2010, ISBN 978-88-078-8071-1.
- Il romanzo della nazione, Milano, Feltrinelli, 2015, ISBN 978-88-070-3152-6.
- La zecca e la rosa. Vivario di un naturalista domestico, Milano, Feltrinelli, 2016, ISBN 978-88-074-9210-5.
- L'amore, Milano, Feltrinelli, 2018, ISBN 978-88-070-3306-3.
- L'eterna gioventù, Milano, Feltrinelli, 2021, ISBN 978-88-070-3454-1

### Varia
- Un contadino in mezzo al mare. Viaggio a piedi lungo le rive da Castelnuovo a Framura, Milano, Il melangolo, 2000.
- Mi sono perso a Genova: una guida, Milano, Feltrinelli, 2007, ISBN 978-88-078-9094-9.
- Quello che ancora vive. Il salvamento del generale Garibaldi nelle terre di Romagna, Libri Coop, 2011.
- I figli della Repubblica. Un'invettiva, Milano, Feltrinelli, 2014, ISBN 978-88-070-3093-2.
- La memoria e la lotta. Calendario intimo della Repubblica, Milano, Feltrinelli, 2024, ISBN 978-88-071-7431-5.

### Traduzioni
- Jack London, La Strada, Collezione Scrittori tradotti da scrittori, Torino, Einaudi, 1997, ISBN 978-88-061-4004-5.